# جمهورية أبخازيا الاشتراكية السوفيتية

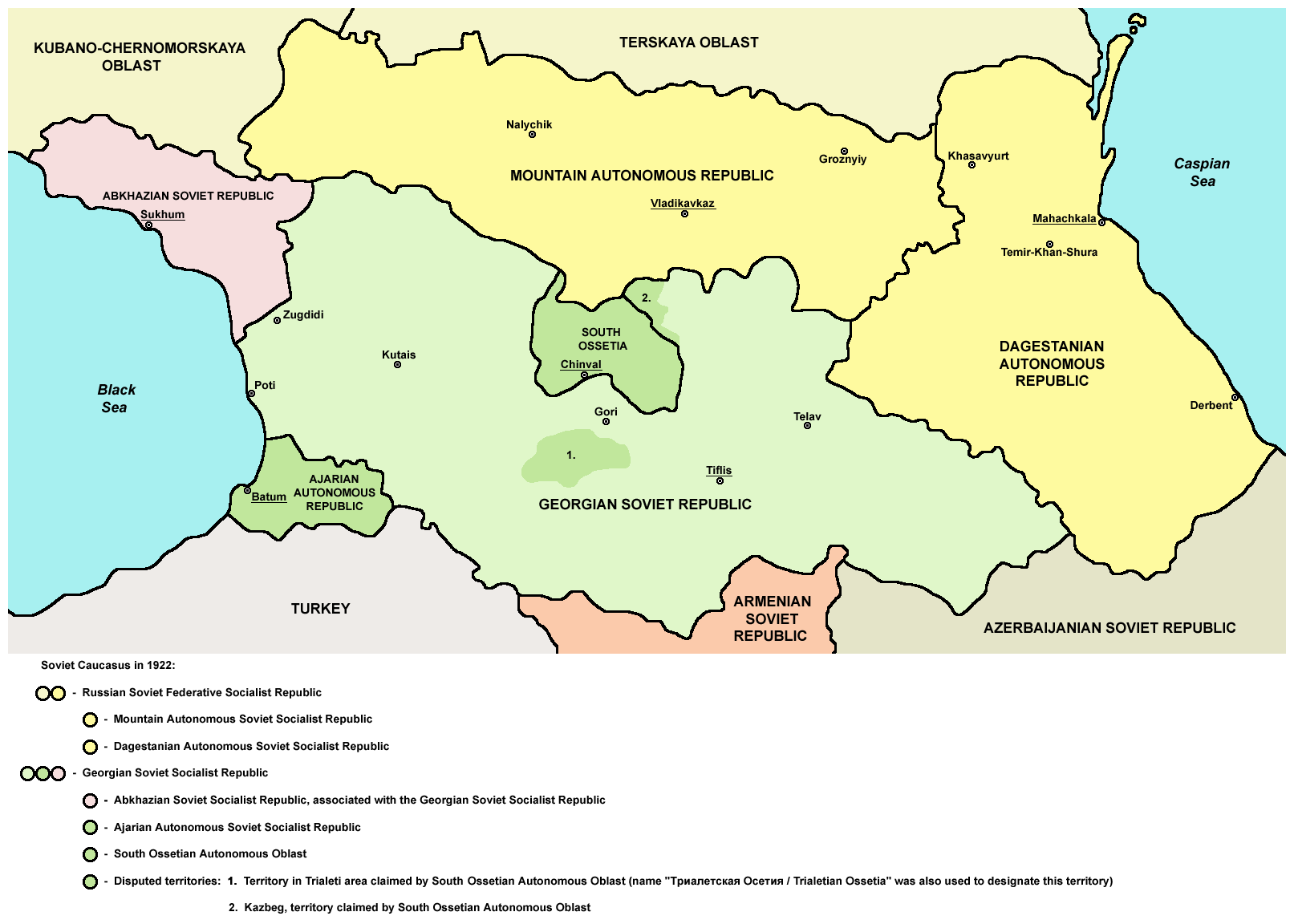

جمهورية أبخازيا الاشتراكية السوفيتية إحدى جمهوريات الاتحاد السوفييتي من 31 مارس 1921 إلى 19 فبراير 1931.